# Francisco Javier Alejo
Francisco Javier Alejo López (Salvatierra, Guanajuato, 30 de diciembre de 1941) es un economista, académico, profesor, investigador, escritor, editor, diplomático y político mexicano. Se desempeñó como director general del Fondo de Cultura Económica de 1972 a 1974 y como secretario del Patrimonio Nacional de 1975 a 1976, durante la presidencia de Luis Echeverría Álvarez.
Es licenciado en Economía por la Universidad Nacional Autónoma de México (UNAM), tiene un posgrado en planificación económica y social en el ILPES de la ONU en Chile y es candidato a doctor en la misma disciplina por la Universidad de Oxford. Profesor de El Colegio de México, el Instituto Tecnológico Autónomo de México (ITAM) y las facultades de Economía y Ciencias Políticas y Sociales de la UNAM entre 1962 y 1979.

## Cargos ejercidos
- Economista de la Secretaría de Hacienda y Crédito Público (SHCP) (1960-1963)
- Economista del Banco Nacional de Comercio Exterior (1963 -1966)
- Director de Gasto Público de la Secretaria de la Presidencia (1966 - 1968)
- Subsecretario de Ingresos de la SHCP (1974)
- Presidente del Centro de Investigación y Docencia Económicas (CIDE) (1973-1975)
- Director de la Maestría en Economía del Colegio de México (1969 - 1971)
- Asesor económico de la Presidencia de México (1971 - 1976)
- Director general del Fondo de Cultura Económica (1972-1974).[1][2]
- Secretario del Patrimonio Nacional (1975-1976).
- Director general del Combinado Industrial Sahagún (1977-1978).
- Asesor económico del presidente José López Portillo (1980 - 1982).
- Embajador en Japón y Corea (1979-1981).
- Vicepresidente de Promoción y Desarrollo de la International Finance Corporation, del Banco Mundial con sede en Washington.
- Vicepresidente de la Corporación Financiera Internacional.
- Asesor económico del presidente Miguel de la Madrid (1982-1984).
- Director general de Almacenes Nacionales de Depósito ANDSA, SECOFI (1988-1989).
- Embajador en Italia (1990 - 1993).
- Subsecretario de la Secretaría de Turismo (1993 - 1994).
- Director general de Caminos y Puentes Federales de Ingreso (Capufe) (1994 - 1998).
- Presidente de Soluciones Sistémicas,S.C. (1998 - 2002).
- Cónsul general de México en Austin, Texas (2002 - 2005).
- Director del programa INVITE Nuevo León (2006 - 2009).
- Director, investigador y profesor de la Maestría en Economía de El Colegio de México.

## Distinciones
Entre las condecoraciones y premios que ha recibido destacan: la Orden de la Bandera Yugoslava; la Gran Cruz de la Orden Vasco Núñez de Balboa, otorgada por el gobierno de Panamá; condecoraciones de alto orden de parte de los gobiernos de Japón, República de Corea, Italia, Venezuela (Orden del Libertador) y Rumania. Recibió el Premio Nacional de Economía en 1971.

## Publicaciones
- "Desarrollo Económico de México 1920-1970". (1970)
- Desarrollo Turístico de México (UNCTAD, 1970).
- "Plan de Desarrollo del Estado de Jalisco" (1970).
- Aspectos demográficos del crecimiento económico (COLMEX, 1971)
- La política industrial en el desarrollo económico de México (1971).
- "El Problema Ocupacional en México. Diagnóstico y Propuestas de Política" (1974)
- Aspectos económicos de México sobre el Mar Patrimonial (1974)
- Derecho económico internacional (1976)
- Crecimiento, estabilidad y distribución en El Trimestre Económico (1983)
- "El Problema de la Alimentación en México" (Ed.), CNC, 1999.
- "Programa Estratégico para la Cuenca Lerma-Chapala" (SEMARNAT, 2002).
- "Programa Estratégico de Desarrollo de la Región Noreste, 2010-2030" (2011).

## Gestión como director general del Fondo de Cultura Económica
Bajo su dirección, se le imprime un nuevo dinamismo a todas las colecciones principales del FCE y en el case de la de Economía se da gran impulso a la Colección "Lecturas"; se inicia la política de ediciones de gran tiraje y amplia distribución; se fortalecen los cuadros intelectuales y técnicos de la editora; se instalan los Consejos Editoriales por disciplinas; en agosto de 1973 comienza la colección Archivo del Fondo, que publicaría setenta y cuatro números hasta noviembre de 1976. En enero de 1974 se inicia Testimonios del Fondo, colección en la que se publicaron cuarenta y cuatro números (cuarenta títulos) hasta octubre de 1976. En febrero de ese mismo año FCE España arranca su programa de publicación y en julio se inaugura la filial del FCE en Caracas, Venezuela. También se dinamiza la actividad editorial en todas las colecciones de FCE. La distribución de obras del FCE alcanzó a todo el país, América Latina y España.
En 1973 se reestructura FCE España en el aspecto legal, transformándola en una sociedad editorial con facultades para distribuir, comercializar y editar libros, denominándose Ediciones FCE España, S. A.